# Fins-Oegrische talen

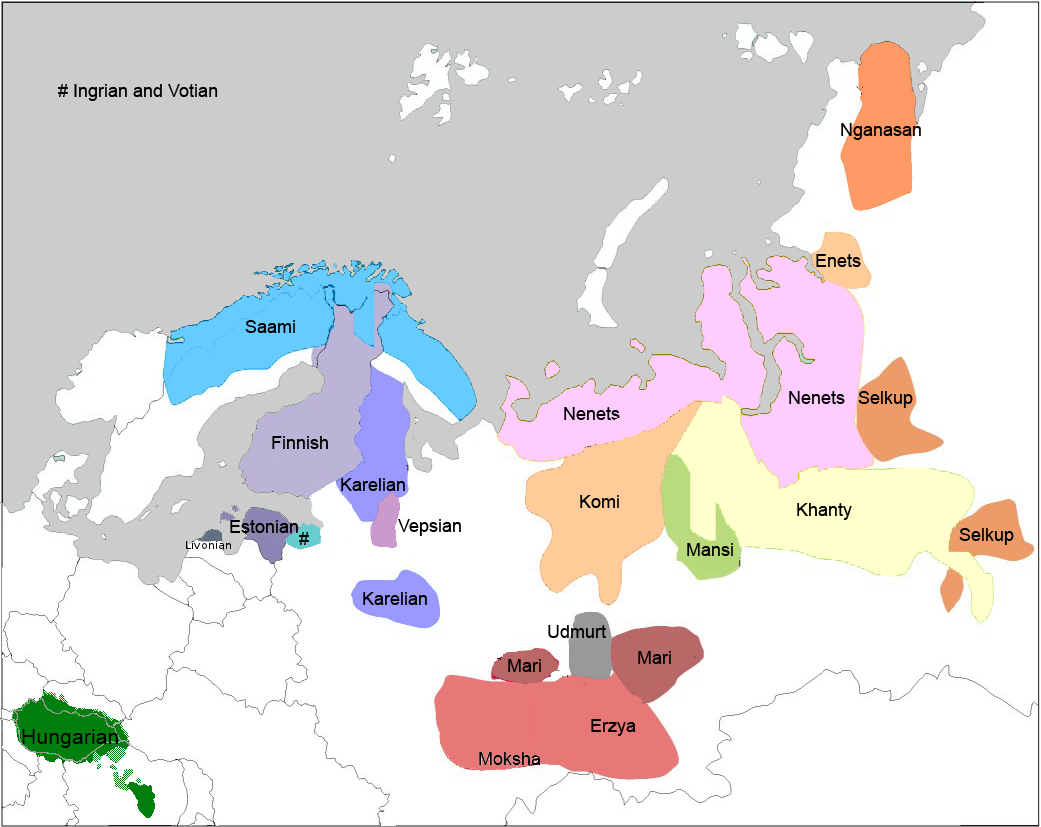
Verspreiding van de Oeraalse talen. Selkoeps, Nenets, Enets en Nganasaans zijn geen Fins-Oegrische, maar Samojeedse talen

De Fins-Oegrische of Finoegrische talen zijn een taalfamilie met twee belangrijke takken, de Fins-Permische en de Oegrische. De sprekers van deze talen zijn de Fins-Oegrische volkeren.

## Taxonomie
Indeling van de Oeraalse talen:
| - Oeraalse talen - Fins-Oegrische talen - Oegrische talen - Hongaars - Ob-Oegrische talen - Chantisch of Ostjaaks - Wogoels of Mansi(sch) - Fins-Permische talen - Permische talen - Zurjeens of Komi - Komi-Permjaaks - Komi-Jazva - Oedmoerts of Wotjaaks - Wolga-Finse talen - Mari of Tsjeremissisch - Berg-Mari - Weide-Mari - Mordwiens - Erzja - Moksja - Moeromisch — Uitgestorven - Mesjtsjeraans — Uitgestorven - Merjaans — Uitgestorven - Fins-Samische talen - Samisch of Laps - West-Samisch - Zuid-Samisch - Ume-Samisch — Bijna uitgestorven - Lule-Samisch - Pite-Samisch — Bijna uitgestorven - Noord-Samisch - Oost-Samisch - Kainuu-Samisch — Uitgestorven - Kemi-Samisch — Uitgestorven - Inari-Samisch - Akkala-Samisch — Uitgestorven (21e eeuw) - Kildin-Samisch - Skolt-Samisch - Ter-Samisch — Bijna uitgestorven - Oostzee-Finse talen - Fins - Meänkieli - Kveens - Karelisch - Olonetsisch - Ludisch - Estisch - Seto (Zuidestisch) - Võro (Zuidestisch) - Wepsisch - Wotisch — Bijna uitgestorven - Lijfs — Vermoedelijk uitgestorven - Ingrisch — Bijna uitgestorven - Samojeeds - Noord-Samojeedse talen - Enets of Jenissej-Samojeeds — Bijna uitgestorven - Nenets of Joeraaks/Joerak-Samojeeds - Nganasaans of Tavgi-Samojeeds - Joeratsisch — Uitgestorven - Zuid-Samojeeds - Kamassisch — Uitgestorven (1989) - Matorisch — Uitgestorven (19e eeuw) - Selkoeps |

## Kenmerken
- Het gebruik van suffixen, zoals in het Finse autoissanikokin (ook in mijn auto's?), wat onder te verdelen is in de suffixen auto|i|ssa|ni|ko|kin (-i- = meervoud, -ssa- = in, -ni- = mijn, -ko- = vraagpartikel, -kin =  ook).
- Naamvallensysteem. In de Fins-Oegrische talen worden naamvallen gebruikt om onder andere plaatsbepalingen, bezitsrelaties, en verandering uit te drukken. Het aantal naamvallen verschilt per taal.
  - Erzja: 12 naamvallen
  - Estisch: 14 naamvallen
  - Fins: 15 naamvallen
  - Inari-Samisch: 9 naamvallen
  - Moksja: 13 naamvallen
  - Noord-Samisch: 6 naamvallen
  - Wepsisch: 23 + 1 naamvallen
  - Hongaars: ongeveer 21 naamvallen
- Geen grammaticaal geslacht en maar één woord voor zowel hij als zij. Bijvoorbeeld hän in het Fins, tema in het Estisch, sijö in het Komi en ő in het Hongaars.
- Ontkenningswerkwoord. Met uitzondering van het Hongaars hebben alle Fins-Oegrische talen een ontkenningswerkwoord. Dit houdt in dat in een ontkennende zin niet het werkwoord vervoegd wordt, maar het woord niet. Het Hongaars heeft wel een werkwoord voor niet zijn = nincs.
- Possessiefsuffixen worden in Fins-Oegrische talen gebruikt om bezit aan te geven.
- Het ontbreken van het werkwoord hebben. In het Fins bijvoorbeeld zegt men niet Ik heb een zus, maar letterlijk Bij mij is een zus (Minulla on sisko), met de naamval adessief; in het Hongaars: (Nekem) van testvérem, letterlijk (aan_mij)(datief) mijn_zus(bezit eerste persoon enkelvoud) is.
- Klinkerharmonie vindt plaats in enkele Fins-Oegrische talen, maar niet in allemaal. Klinkerharmonie houdt in dat sommige klinkers niet samen in een (enkelvoudig) woord kunnen staan. In het Fins mogen bijvoorbeeld de klinkers u, a en o niet in hetzelfde woord staan als de klinkers y, ä en ö. De klinkers i en e zijn neutraal en mogen met alle klinkers in één woord. Daarnaast houdt klinkerharmonie in het Hongaars in dat de klinkers van suffixen (zoals voor de naamvallen, de werkwoordvervoeging of de woordvorming) overeen moet komen met het woord waarachter deze worden toegevoegd.

## Sprekers
De grootste talen van deze familie zijn het Hongaars en het Fins, gevolgd door het Estisch en het Mordwiens. Sommige van de overige talen worden als minderheidstalen in een overwegend anderstalige omgeving (met name Russisch) ernstig in hun voortbestaan bedreigd. De laatste moedertaalspreker van het Lijfs overleed op 2 juni 2013
| Taal           | 1959      | 1989           | 2002    | 2009       |
| -------------- | --------- | -------------- | ------- | ---------- |
| Hongaars       | -         | ca. 15.000.000 | -       | 14.020.000 |
| Fins           | -         | ca. 5.000.000  | -       | 5.000.000  |
| Estisch        | 988.616   | ca. 1.100.000  | -       | 1.000.000  |
| Mari           | 504.205   | 542.160        | 451.033 | 500.000    |
| Oedmoerts      | 624.794   | 520.101        | 463.837 | 450.000    |
| Mordwiens      | 1.285.116 | 773.827        | 614.260 | 600.000    |
| Komi-Zurjeens  | 287.027   | 242.515        | 217.316 | 220.000    |
| Komi-Permjaaks | 143.901   | 106.531        | 94.328  | 80.000     |
| Karelisch      | 167.278   | 65.542         | 52.880  | 30.000     |
| Samisch        | -         | ca.21.350      | –       | 34.050     |
| Chantisch      | -         | 13.615         | 13.568  | 13.000     |
| Wepsisch       | -         | 4.800          | 5.753   | 5.000      |
| Wogoels        | -         | 3.140          | 2.746   | 2.510      |
| Ingrisch       | -         | 302            | -       | 200        |
| Wotisch        | -         | 31             | 774     | 20         |
| Lijfs          | -         | 15-31          | 1       | 1          |

## Woordenschat

### Numeralen
In onderstaande tabel staan de getallen 1 tot en met 10 in een aantal Fins-Oegrische talen. De woorden die schuingedrukt zijn, zijn niet afgeleid van de gereconstructeerde vorm die in de laatste kolom staat.
| Getal | Oostzeefins | Oostzeefins | Oostzeefins | Oostzeefins | Samisch       | Samisch       | Mordwiens | Mordwiens | Mari      | Fins-Permisch | Ob-Oegrisch | Ob-Oegrisch | Ob-Oegrisch  | Proto Fins-Oegrisch |
| Getal | Fins        | Estisch     | Võro        | Lijfs       | Noord-Samisch | Inari-Samisch | Erzja     | Moksja    | Mari      | Komi          | Mansisch    | Chantisch   | Hongaars     | Proto Fins-Oegrisch |
| ----- | ----------- | ----------- | ----------- | ----------- | ------------- | ------------- | --------- | --------- | --------- | ------------- | ----------- | ----------- | ------------ | ------------------- |
| 1     | yksi        | üks         | ütś         | ikš         | okta          | ohta          | vejke     | fkä       | ikte      | ətik          | äkwa        | ĭt          | egy          | *ükte               |
| 2     | kaksi       | kaks        | katś        | kakš        | guokte        | kyeh´ti       | kavto     | kaftə     | kokət     | kɨk           | kityg       | kät         | kettő/két    | *kakta              |
| 3     | kolme       | kolm        | kolm        | kuolm       | golbma        | kulma         | kolmo     | kolmə     | kumət     | kuim          | hurum       | koləm       | három, harm- | *kolme              |
| 4     | neljä       | neli        | nelli       | nēļa        | njeallje      | nelji         | ńiľe      | nilä      | nələt     | nəľ           | nila        | ńelä        | négy         | *neljä              |
| 5     | viisi       | viis        | viiś        | vīž         | vihtta        | vitta         | veƭe      | vetä      | wizət     | vit           | ät          | wet         | öt           | *viite              |
| 6     | kuusi       | kuus        | kuuś        | kūž         | guhtta        | kutta         | koto      | kotə      | kuðət     | kvajt         | hot         | kut         | hat          | *kuute              |
| 7     | seitsemän   | seitse      | säidse      | seis        | čieža         | čiččam        | śiśem     | sisäm     | šəmət     | sizim         | sat         | tapət       | hét          | NB                  |
| 8     | kahdeksan   | kaheksa     | katõsa      | kōdõks      | gávcci        | käävci        | kavkso    | kafksə    | kandaš(e) | kəkjamɨs      | ńololow     | nəvət       | nyolc        | NB                  |
| 9     | yhdeksän    | üheksa      | ütesä       | īdõks       | ovcci         | oovce         | vejkse    | veçksə    | indeš(e)  | əkmɨs         | ontolow     | yaryaŋ      | kilenc       | NB                  |
| 10    | kymmenen    | kümme       | kümme       | kim         | logi          | love          | kemeń     | keməń     | lu        | das           | low         | loŋət       | tíz          | *luke               |

### Substantieven
| Nederlands | Fins  | Estisch | Sami    | Mordwiens | Mari  | Oedmoerts | Komi   | Chantisch | Mansisch | Hongaars |
| ---------- | ----- | ------- | ------- | --------- | ----- | --------- | ------ | --------- | -------- | -------- |
| bloedvat   | suoni | soon    | suodma  | san       | šün   | sen       | sen    | jan       | tεn      | ín       |
| oog        | silmä | silm    | čalbme  | sel'me    | činca | śin       | sin    | sem       | šäm      | szem     |
| hart       | sydän | süda    | tšade   | sedej     | šüm   | sulem     | selem  | šem       | šäm      | szív     |
| hand       | käsi  | käsi    | gietta  | ked       | kit   | ki        | ki     | köt, ket  | kät      | kéz      |
| bloed      | veri  | veri    | varra   | ver       | wər   | ver       | vir    | wer       | wür      | vér      |
| schoot     | syli  | süli    | salla   | säl       | šəl   | sul       | syl    | jöl       | täl      | öl       |
| vis        | kala  | kala    | guolle  | kal       | kol   | tśoryg    | čeri   | kul       | kol      | hal      |
| luis       | täi   | täi     | dik'ke  | –         | ti    | tej       | toj    | tögtəm    | täkəm    | tetű     |
| muis       | hiiri | hiir    | –       | čejer     | –     | šir       | šyr    | jönkər    | täŋker   | egér     |
| boom       | puu   | puu     | –       | –         | pu    | pu        | pu     | –         | -pe      | fa       |
| ijs        | jää   | jää     | jieegŋa | ej        | ij    | je        | ji     | jöŋk      | jöŋk     | jég      |
| water      | vesi  | vesi    | –       | ved       | wət   | vu        | va     | –         | wit      | víz      |
| huis, hut  | kota  | koda    | goatte  | kudo      | kuδə  | ka, ko    | ka, ko | kat       | –        | ház      |